# إيزابيل بيشوب
إيزابيل بيشوب (بالإنجليزية: Isabel Bishop) (ولدت في 3 مارس عام 1902 وتوفيت في 19 فبراير عام 1988). كانت رسامة ومصممة غرافيك صوّرت مشاهد حضريّة لميدان الاتحاد في نيويورك بين ثلاثينيات وسبعينيات القرن التاسع عشر. اشتهرت بتصويرها للنساء الأمريكيات وعضوًا رائدًا في مدرسة الشارع الرابع عشر للفنانين.

## النشأة والتعليم
كانت بيشوب الفتاة الأصغر بين خمسة أشقاء في سينسيناتي، أوهايو. كان والداها من الأفراد المتعلمين والمنحدرين من عائلات التجار في الساحل الشرقي، وساهمو في تأسيس مدرسة إعدادية في برنستون، نيوجيرسي. على الرغم من انحدار الأسرة من خلفية ثرية، إلا أن وضعها المباشر كان بين أبناء الطبقة المتوسطة، وكان انعدام الأمن المالي سببًا في إرغام الأسرة على التنقل غالبًا.
كان والدها عالمًا باليونانية واللاتينية. كانت والدتها فاترةً عاطفيًا وبعيدة عن بيشوب؛ كانت منادية بحق الاقتراع لدى النساء، ونسوية، وكاتبة طموحة شجعت بناتها على أن يكنّ نساءً قويات ومستقلات. بعد انتقال العائلة إلى ديترويت، بدأت بيشوب تعليمها في سن الثانية عشر صف رسم الحياة الصباحي يوم السبت في مدرسة جون ويكر للفنون في ديترويت.
في عام 1981، انتقلت إلى نيويورك لدراسة التصوير التوضيحي في مدرسة نيويورك للتصميم التطبيقي للنساء. انتقلت بعد سنتين هناك من دراسة التصوير التوضيحي إلى فن الرسم والتحقت برابطة طلاب الفن لأربعة سنوات منذ عام 1924. درست هناك إلى جانب كل من غوي بين دي بوا وكينيث هيز ميلر، التي اقتبست منهما تقنية تدين بالكثير للرسم الفلمنكي الباروكي. بالإضافة إلى ذلك، تعلمت من فنانين تجديديين مبكرين آخرين أمثال ماكس ويبر وروبرت هنري. خلال أوائل العشرينيات، درست ورسمت أيضًا في وودستوك، نيويورك. في عام 1903، ذهبت إلى كلية الفنون الجميلة بجامعة ييل، نيو هيفن.
وُصفت بيشوب بأنها مفكرة متحمسة كانت بطبيعتها مستقلة وفضولية. خلال تلك الفترة، أصبحت النساء كثيرات النشاط في المجتمع الفني، إلا أنه كان يُنظر لذلك بوصفه حظًا بدلًا من حق. عارضت بيشوب هذا الموقف الموجه للنساء عبر إصرارها على الاستمرار في المجال الفني أكاديميًا وسياسيًا. طوال مسيرتها التعليمية، كانت ممولة بالكامل من قبل ابن عم والدها، جيمس بيشوب فورد، الذي قدم العون لعائلتها عندما كانت في حاجة لها. بكتابتها عن الدعم المالي الذي تلقته، أوضحت بيشوب اعتبارها جنسها ميزة بقولها: «كنت محظوظة. أعتقد بأنه لو كنت رجلًا، لما كان قريبي الذي موّل كامل مسيرتي الدراسية قد فعل ذلك. يُفترض من الرجال شق طريقهم بأنفسهم. يُفترض على النساء الشابات الزواج. ولكن امرأة شابة تضع كثيرًا من الوقت والجهد بجد، كان أمرًا مختلفًا أثار اهتمامه. لا أعتقد بأنه كان سيقدم لي الدعم المالي في حال كنت ولدًا».

## مسيرته المهنية
خلال عشرينيات وثلاثينيات القرن الماضي، طوّرت أسلوبًا واقعيًا للرسم، يصوّر بشكل أساسي النساء خلال روتينهم اليومي في شوارع مانهاتن. كثيرًا ما تأثرت أعمالها بكل من بول روبينز وغيره من الرسامين الهولنديين والفلمنكيين الذين اكتشفتهم خلال الرحلات التي قامت بها إلى أوروبا. في عام 1932، بدأت بيشوب بعرض أعمالها بشكل متكرر في صالات عرض ميدتاون المُفتتحة حديثًا، حيث كان يُعرض عملها خلال مسيرتها الفنية.
في عام 1934، تزوجت بيشوب من الدكتور هارولد جي. وولف، طبيب أعصاب، وانتقلت إلى ريفرديل في نيويورك. مع ذلك، استمرت في عملها في استديو علوي بالقرب من ميدان الاتحاد في شارع 9 ويست فورتينث، والذي استمرت في استخدامه حتى عام 1984.

## وصلات خارجية
- إيزابيل بيشوب على موقع أوليمبيديا (الإنجليزية)
- إيزابيل بيشوب على موقع الموسوعة البريطانية (الإنجليزية)